# Aselefech Mergia
Aselefech Mergia (Etiopía, 23 de enero de 1985) es una atleta etíope, especialista en la prueba de maratón, con la que ha llegado a ser campeona mundial en 2009.

## Carrera deportiva
En el Mundial de Berlín 2009 gana la medalla de bronce en la maratón, con un tiempo de 2:25:32, quedando tras la china Xue Bai y la japonesa Yoshimi Ozaki.
En tres oportunidades ha vencido la Maratón de Dubái, en 2011, 2012 y 2015.